# رؤیای شب نیمه تابستان (فیلم ۱۹۰۹)
«رؤیای شب نیمه تابستان» (انگلیسی: A Midsummer Night's Dream (1909 film)) فیلمی در ژانر فانتزی و ماجرایی به کارگردانی چارلز کنت و جیمز استوارت بلکتون است که در سال ۱۹۰۹ منتشر شد.

## بازیگران
- دولورس کاستلو
- هلن کاستلو
- ماوریس کاستلو
- ویلیام جی هامفری
- فلورنس ترنر
- کلارا کیمبل یونگ
- جیمز یانگ